# Роман Мартінес
Рома́н Марті́нес (ісп. Román Martínez, нар. 31 січня 1983 - Vega Baja Пуерто-Рико) — пуерториканський боксер-професіонал. Чемпіон світу за версією WBO ( 2009-2010, 2012-2013, 2015-2016) у другій напівлегкій вазі (англ. Super featherweight). 

## Професіональна кар'єра
Роман Мартінес дебютував на професійному рингу в грудні 2001 року нокаутувавши свого земляка Вільфредо Рамоса, у віці 18 років у другій напівлегкій ваговій категорії. Після цього 5 років виступав переважно у легкій вазі.
24 вересня 2003 року звів унічию поєдинок в рамках легкої ваги із колумбійцем Хосе Леонардо Крусом (9-0).
17 листопада 2006 року Мартінес повернувся у другу напівлегку вагу, переміг технічним рішенням суддів мексиканця Бауделя Карденаса і завоював вакантний латиноамериканський титул за версією WBO.
2 лютого 2007 року, Мартінес розділеним рішенням переміг домініканця Франсіско Лоренсо (27-3) і завоював титул інтерконтинентального чемпіона світу за версією WBO . У серпні 2007 року Мартінес нокаутував домініканця Даніеля Хіменеса (17-1-1) і завоював титул за версією WBO NABO.
У грудні 2008 року Роман переміг за очками досвідченого колумбійця Уолтера Естраду (34-7).
14 березня 2009 переміг технічним нокаутом у четвертому раунді британця Нікі Кука і отримав пояс чемпіона світу WBO у другій напівлегкій вазі.
Успішно захистив звання чемпіона нокаутуючи боксерів Фелдера Вілорія і Гонсало Мунгия.
У вересні 2010 року (3-ій захист титулу) близьким рішенням програв за очками титул британцеві Ріккі Бернсові і зазнав першої поразки в кар'єрі.
У вересні 2012 року в бою за вакантний титул чемпіона світу за версією WBO Роман Мартінес розділеним рішенням суддів переміг мексиканця Мігеля Бельтрана (27-1) і знову завоював чемпіонський пояс.
19 січня 2013 року звів внічию захист титулу проти молодого мексиканця Хуана Карлоса Бургоса (30-1). 6 квітня 2013 року в Китаї одноголосним рішенням суддів переміг американського проспекта Дієго Магдалено.
9 листопада 2013 року Мартінес програв титул WBO американцю Мігелю Анхелю Гарсії нокаутом у 8-му раунді, хоча у 2 раунді зміг надіслати його в нокдаун.

### Бій з Орландо Салідо I
11 квітня 2015 року Мартінес в домашніх стінах у Сан-Хуані, Пуерто-Рико у видовищному поєдинку здобув перемогу одноголосним рішенням суддів над мексиканцем Орландо Салідо і відібрав у нього титул чемпіона WBO у другій напівлегкій вазі. У третьому і п'ятому раундах Салідо побував в нокдауні. В одинадцятому раунді Салідо був оштрафований на один пункт за удар нижче пояса. Рахунок суддівських записок: 114-111, 115-110 і 116-109.

### Бій з Орландо Салідо II
12 вересня 2015 року Роман Мартінес захистив свій титул WBO в реванші проти колишнього чотириразового чемпіона світу Орландо Салідо, спірно звівши поєдинок внічию. У третьому раунді обидва супротивники побували в нокдауні. Поєдинок проходив в щільній рубці, краще в якій виглядав Салідо. Судді, втім, оцінили зустріч по-своєму: 115-113 на користь Салідо, 115-113 - Мартінесу і 114-114. Згідно зі статистикою ударів CompuBox, Салідо за бій зміг влучно попасти по цілі 285 з 1037 викинутих (27%), в той час як Мартінес - 189 ударів з 691 викинутих (27%).

### Бій з Василем Ломаченко
Бій із Василем Ломаченко відбувся 11 червня 2016 року у Медісон-сквер-гарден, Нью-Йорк. Ломаченко нокаутував в п'ятому раунді Романа Мартінеса, відібрав у нього титул чемпіона WBO в другій напівлегкій вазі і увійшов в історію, як чемпіон світу в двох вагових категоріях, який домігся цього в 7-му бою на профірингу.
Поєдинок проходив за переваги Ломаченка, і в п'ятому раунді йому вдалося потрясти Мартінеса лівим боковим, а потім нанести точну двійку - лівий аперкот і правий боковий, які відправили пуерториканця на настил рингу до кінця відліку рефері Денні Шівона. Час зупинки 1:09.
Згідно з неофіційним зважування HBO, в день бою Мартінес показав на вагах відмітку в 144 фунта (65,3 кг), тобто стільки ж, скільки і Орландо Салідо в бою проти Ломаченко в березні 2014-го. Ломаченко в день бою показав 137 фунтів (62,1 кг). На офіційній процедурі зважування вага Мартінеса склала 129,8 фунтів (58,8 кг), Ломаченко – 129,6 фунтів (58,7 кг).
Згідно з даними Атлетичною комісії Нью-Йорка, за цей поєдинок Ломаченко заробив $ 850 тисяч, Мартінес - $ 425 тисяч.